# (7898) Ohkuma
(7898) Ohkuma (1995 XR1) – planetoida z pasa głównego asteroid okrążająca Słońce w ciągu 3,28 lat w średniej odległości 2,21 j.a. Odkryta 15 grudnia 1995 roku.